# Anja C. Andersen
Anja Cetti Andersen (født 25. september 1965 i Hørsholm) er en dansk astrofysiker og professor i astrofysik ved Niels Bohr Institutet, Københavns Universitet. Siden 2017 har hun også været professor for offentlighedens forståelse af naturvidenskab og teknologi ved Niels Bohr Institutet. Hun forsker i kosmisk støv og arbejder med at kortlægge, hvordan støv dannes i universet og hvilken indflydelse det har for planetdannelse, stjerneudvikling, samt for observationer af det tidlige univers.

## Liv og uddannelse
Anja C. Andersens interesse for astronomi startede da hun gik i syvende klasse, da en tidligere elev fra hendes skole, Uffe Gråe Jørgensen, astronom, havde et oplæg om astronomi på Den Lille Skole på Gammelmosevej i Lyngby.
Anja C. Andersen fik sin bachelorgrad i 1991, og sin kandidatgrad i astronomi i 1995. I 1999 fik hun en PhD fra Københavns Universitet, hendes PhD afhandling havde titlen "Cosmic Dust and Late-Type Stars".
Anja C. Andersens postdoc forskning foretog hun sig på Uppsala Universitet, Department of Astronomy & Space Physics, og sidenhen på Københavns Universitet, Astronomisk Observatorium, forskningen blev støttet af Carlsbergfondet.

## Karriere
Anja C. Andersen er astrofysiker ved Niels Bohr Institutet, Københavns Universitet, hvor hun også har titlen som professor i "offentlighedens forståelse for naturvidenskab og teknologi".
Hun forsker i kosmisk støv, især arbejder hun med at kortlægge, hvordan støv dannes i Universet og hvilken indflydelse det har for planetdannelse, stjerneudvikling, samt for observationer af det tidlige univers.
Hun er en aktiv formidler af astronomisk forskning, og har udgivet flere populærvidenskabelige bøger og 80 videnskabelige astrofysik publikationer (første forfatter på 30); desuden 25 artikler inden for forskningspolitik og i relation til køn i akademia.
Siden sommeren 2019 har hun været formand for Det Videnskabelige Råd i Foreningen lex.dk.. Hun sidder også i adskillige bestyrelser, blandt andre - forperson for Unge Forskere, forperson for Videnskabsklubben, forperson for Naturvidenskabernes ABC under Undervisningsministeriet, Præsident for Selskabet for Naturlærens Udbredelse, medlem af UNESCO-nationalkommisionen og medlem af DTU Space Advisory Board.
Andersen har siden 2020 sammen med journalist Frederik Dirks været vært på DR-podcasten "Flyvende Tallerken", som udforsker UFO-fænomenet. De to er også værter på podcasten "Generation Mars".
Andersen var en af initiativtagerene til fejringen af 100 året for Niels Bohr Institutets grundlæggelse i 2021 og 100 året for Niels Bohrs nobelpris i fysik i 2022, sammen med billedhugger Rikke Raben, producer Marie Breyen, dekan på KU SCIENCE John Renner Hansen og institutlederne for Niels Bohr Institutet Robert Krarup Feidenhans'l og Jan W. Thomsen. Disse fejringer førte til et samarbejde med TV2 og Nordiskfilm om den naturvidenskablige julekalender Kometernes Jul.
I forlængelse af det stiftede Andersen Videnskabsår22 sammen med Marie Breyen. Videnskabsår22 er det danske bidrag til International Year of Basic Sciences for Sustainable Development. I anledning af Videnskabsår22 har Andersen været vært i podcasten "Videnskab fra vilde hjerner" sammen med Mikkel Frey Damgaard, hvor de hver uge taler med en forsker om deres grundforskning.

## Hæder[4]
- 2024 Rungstedlund-prisen
- 2022 Hørups debatpris[16]
- 2022 Podcastprisen 2021 for podcast serien Geniale Galakser
- 2021 H.C. Ørsted Prisen
- 2018 Ebbe Muncks Hæderspris
- 2017 Dansk Forfatterforenings Faglitterære pris
- 2016: H.C. Ørsted Medaljen i sølv (overrakt af SNU's præsident, professor Dorte Olesen, idet dronning Margrethe, der skulle have foretaget overrækkelsen, var blevet syg)
- 2015 UNESCOs Lysets års formidlingspris fra Dansk Fysisk Selskab
- 2014 Direktør N. Bang og hustru Camilla Bang født Troensegaards legat
- 2011 Københavns Universitets Naturvidenskabelige Fakultets Formidlingspris
- 2009 Svend Bergsøes Fonds Formidlingspris
- 2009 Mathildeprisen, Dansk Kvindesamfund (for at have sat sit præg på et ellers udpræget mandsdomineret felt og for sit store formidlingsarbejde af astrofysikken til især unge kvinder.[17][18])
- 2008 Forskningsprisen, Dansk Magisterforening[19]
- 2007 Navngivning af asteroiden 8820 Anjaandersen
- 2006 Selskabet for Naturelærens Udbredelse Kirstine Meyer Legat
- 2006 Rosenkjærprisen, P1
- 2006 TOYP 2006 Award, Danmark, i kategorien: Akademisk præsentationer og lederskab
- 2004 Danmarks Nationale Forskningskommunikationspris fra Forskningsministeriet
- 2005 EUs Descartes pris i Forskningskommunikation
- 2000 Allan MacIntosh' Formidlingspris
- 1997 Valgt til Årets forfatter af Astronomisk Selskab

## Bøger
Anja C. Andersen har været forfatter eller medforfatter til følgende bøger:
- Den store bog om universet, 2022, Lindhardt & Ringhof
- Stjernehimlen, 2022, Lindhardt & Ringhof – med Sune Hermit.
- Big Bang, Rummissioner og Liv på Mars, 2021, Forlaget Carlsen.
- Hvad skal vi med videnskab?, 2021, Informations Forlag.
- En lille bog om Månen, 2019, Lindhardt & Ringhof.
- Marie Curie – Et lys i mørket, 2018, Cobolt — med Frances A. Østerfelt & Anna Blaszczyk. Oversat til Tysk, Polsk, Engelsk, Romansk og Armensk.
- En lille bog om universet, 2016, Lindhardt & Ringhof — på bestsellerlisten for fagbøger i 10 uger.
- Undremagasinet, 2015, ANIS — med Anna Mejlhede.
- Pigen der ville have alting til at forsvinde, 2014, Alvilda — med Inge Duelund Nielsen & Lillian Brøgger.
- Kometer, 2014, Epsilon — del af serien: Vild med Viden.
- Livet er et mirakel, 2012, Politiken — med Anna Mejlhede.
- Pigen der ville have en anden fødselsdag, 2012, Alvilda — med Inge Duelund Nielsen & Lillian Brøgger.
- Pigen der ville give sin mor en stjerne, 2008, DRmultimedia — med Inge Duelund
- Nielsen & Lillian Brøgger. Blev nr. 2 til Orla Prisen. Oversat til Koreansk.
- Stjernestunder, 2008, Borgens — med Jan Teuber.
- Stjernerstøv og Galakser, 2008, DRmultimedia.
- Skabt af stjernestøv, 2001, Malling Beck.